# 오타니 료타
오타니 료타(1987년 ~)는 토요타 자동차 동일본 경식 야구부의 야구 선수다. 동생은 로스앤젤레스 에인절스의 야구 선수인 오타니 쇼헤이다.